# 国際東洋医療学院
国際東洋医療学院（こくさいとうよういりょうがくいん）とは、大阪府岸和田市にある柔道整復師、鍼灸師を養成する専修学校である。

## 概要
3年制で募集人数は昼間部・夜間部とも約60人。国際東洋医療鍼灸学院が国際東洋医療柔整学院を廃止・統合し、国際東洋医療学院に改名した学校である。 鍼灸院・整骨院の開業や、病院勤務、トレーナーや介護施設で働く人材を輩出している学校である。学科は、柔道整復学科、鍼灸学科があり、専攻コースとしてスポーツトレーナー専攻コース（2年制）が2017年度（平成29年度）より新設されている。スポーツトレーナー専攻コースは、柔道整復学科または鍼灸学科に入学された学生が受講できるコースである。2019年度（平成31年度（令和元年））よりビューティセラピスト専攻コース（2年制）が新設されている。

## 沿革
- 2001年 - 国際東洋医療柔整学院が開校
- 2002年 - 国際東洋医療鍼灸学院が開校
- 2005年 - 専修学校認可（大阪府知事認可）
- 2015年 - 国際東洋医療柔整学院および国際東洋医療鍼灸学院が統合し、国際東洋医療学院に改称。柔道整復学科・鍼灸学科の設置
- 2017年 - スポーツトレーナー専攻コースを設置
- 2018年 - ビューティーセラピスト専攻コースを設置
- 2022年 - 夜間部にてオンライン授業を導入
- 2023年 - リハビリ専攻コースを設置

## 所在地
〒596-0076 大阪府岸和田市野田町2丁目2-8

## アクセス
- 南海電気鉄道南海本線岸和田駅が最寄駅